# Ritual (álbum de Oomph!)
"Ritual" es el décimo tercer álbum de estudio de la banda alemana Oomph!. El título se anunció en una publicación en la página oficial de la banda en Facebook el 15 de noviembre de 2018. "Kein Liebeslied" fue lanzado el 30 de noviembre de 2018 como el primer sencillo del álbum. El segundo sencillo del álbum, "Tausend Mann und ein Befehl", fue lanzado el 4 de enero de 2019.
El álbum está disponible en varios formatos físicos:
- Un CD de Jewel case
- Un CD digipack (+ 6 páginas)
- 2LPs de 12" en una funda plegable
- Un set de edición limitada

## Lista de canciones
| N.º | Título                                          | Traducción                  | Duración |  |
| 1.  | «Tausend Mann und ein Befehl»                   | Mil hombres y una orden     | 4:19     |  |
| 2.  | «Achtung! Achtung!»                             | ¡Atención! ¡Precaución!     | 3:37     |  |
| 3.  | «Kein Liebeslied»                               | No hay canción de amor      | 3:36     |  |
| 4.  | «Trümmerkinder»                                 | Los niños de los escombros  | 4:20     |  |
| 5.  | «Europa (feat. Chris Harms / Lord of the Lost)» | Europa                      | 4:25     |  |
| 6.  | «In Namen des Vaters»                           | En nombre del padre         | 3:56     |  |
| 7.  | «Das Schweigen der Lämmer»                      | El silencio de los corderos | 3:49     |  |
| 8.  | «TRRR - FCKN - HTLR»                            | Terror - Coger - Hitler     | 3:32     |  |
| 9.  | «Phönix aus der Asche»                          | Fénix de las cenizas        | 4:22     |  |
| 10. | «Lass' die Beute frei»                          | Deja el botín libre         | 4:13     |  |
| 11. | «Seine Seele»                                   | Su alma                     | 4:09     |  |

## Bonus tracks
Estas están incluidas en las versiones de descarga digital, Digipak CD, Vinilo y el Box Set.

| N.º | Título                                                      | Traducción                                       | Duración |  |
| 12. | «In der Stille der Nacht (Bonus Track)»                     | En el silencio de la noche                       | 4:14     |  |
| 13. | «Lazarus (Bonus Track)»                                     | Lázaro                                           | 4:39     |  |
| 14. | «TRRR - FCKN - HTLR (Lord Of The Lost Remix) (Bonus Track)» | Terror - Coger - Hitler (Lord of the Lost Remix) | 3:22     |  |

## Listas de ventas
| Lista (2008) | Mejor posición |
| ------------ | -------------- |
| Alemania     | 1              |
| Austria      | 12             |
| Suiza        | 24             |